# Carrie Coon
Carrie Alexandra Coon (Copley, 1981. január 24. –) amerikai színésznő.
Legismertebb alakítása Gloria Burgle a Fargo, illetve Nora Durst A hátrahagyottak című sorozatokban.

## Fiatalkora
1981. január 24-én született Copleyben. Szülei Paula (született Ploenes) és John Coon, van egy nővére, egy bátyja és két öccse. 1999-ben érettségizett a Copley High Schoolban, majd a University of Mount Unionra járt, ahol 2003-ban szerzett diplomát angol és spanyol szakon. 2006-ban a Wisconsin–Madison Egyetemen szerzett színészi MFA diplomát.

## Pályafutása
Első komolyabb szerepe A hátrahagyottak című sorozatban volt. 2014-ben a Holtodiglan című filmben tűnt fel. 2017-ben a Fargo című sorozatban volt főszereplő.  Még ebben az évben szerepelt A Pentagon titkai című filmben. 2018-ban a Bosszúállók: Végtelen háború című filmben Proxima Midnight karakterét alakította. 2020-ban A fészek című filmben tűnt fel. 2022-től Az aranykor című sorozat főszereplője.

## Magánélete
2013-ban feleségül ment Tracy Letts színészhez. Van egy fiuk, aki 2018-ban született és egy lányuk, aki 2021-ben született.

## Filmográfia

### Filmek
| Év   | Magyar cím                           | Eredeti cím                           | Szerep           | Magyar hang    |
| ---- | ------------------------------------ | ------------------------------------- | ---------------- | -------------- |
| 2014 | Holtodiglan                          | Gone Girl                             | Margo "Go" Dunne | Bíró Kriszta   |
| 2016 |                                      | Strange Weather                       | Byrd             |                |
| 2017 | Őrzött idő                           | The Keeping Hours                     | Elizabeth        | Bognár Anna    |
| 2017 |                                      | Izzy Gets the F*ck Across Town        | Virginia         |                |
| 2017 | A Pentagon titkai                    | The Post                              | Meg Greenfield   | Ruttkay Laura  |
| 2018 |                                      | The Legacy of a Whitetail Deer Hunter | Linda Ferguson   |                |
| 2018 | Bosszúállók: Végtelen háború         | Avengers: Infinity War                | Proxima Midnight | Varga Klári    |
| 2018 | A kötelék                            | Kin                                   | Morgan Hunter    | Németh Kriszta |
| 2018 | Nyughatatlan özvegyek                | Widows                                | Amanda Nunn      | Németh Kriszta |
| 2020 | A fészek                             | The Nest                              | Allison O'Hara   |                |
| 2021 | Szellemirtók – Az örökség            | Ghostbusters: Afterlife               | Callie Spengler  | Bognár Anna    |
| 2023 | A bostoni fojtogató                  | Boston Strangler                      | Jean Cole        |                |
| 2023 | Az apa három lánya                   | His Three Daughters                   | Katie            | Bognár Anna    |
| 2024 | Szellemirtók – A borzongás birodalma | Ghostbusters: Frozen Empire           | Callie Spengler  | Bognár Anna    |

### Televíziós szerepek
| Év        | Magyar cím                               | Eredeti cím                       | Szerep                  | Megjegyzések                           |
| --------- | ---------------------------------------- | --------------------------------- | ----------------------- | -------------------------------------- |
| 2011      |                                          | The Playboy Club                  | Doris Hall              | 1 epizód                               |
| 2013      | Esküdt ellenségek: Különleges ügyosztály | Law & Order: Special Victims Unit | Talia Blaine            | 1 epizód                               |
| 2013      |                                          | Ironside                          | Rachel Ryan             | 1 epizód                               |
| 2014      |                                          | Intelligence                      | Luanne Vick             | 1 epizód                               |
| 2014–2017 | A hátrahagyottak                         | The Leftovers                     | Nora Durst              | főszereplő magyar hangja Szórádi Erika |
| 2017      | Fargo                                    | Fargo                             | Gloria Burgle           | főszereplő magyar hangja Gáspár Kata   |
| 2018      | A tettes                                 | The Sinner                        | Vera Walker             | főszereplő                             |
| 2021      | Mi lenne, ha…?                           | What If...?                       | Proxima Midnight (hang) | 1 epizód magyar hangja Varga Klári     |
| 2022–     | Az aranykor                              | The Gilded Age                    | Bertha Russell          | főszereplő magyar hangja Ruttkay Laura |
| 2025      | A Fehér Lótusz                           | The White Lotus                   | Laurie Duffy            | főszereplő magyar hangja Ruttkay Laura |